# Sarrià
Sarrià è un quartiere del distretto Sarrià-Sant Gervasi di Barcellona.

## Storia
In passato Sarrià era un comune separato dalla capitale catalana ma oggi è suddiviso in vari rioni e contrade, la maggior parte dei quali ricadono nel distretto di Sarrià-Sant Gervasi, mentre Vallvidrera (che era stata aggiunta a Sarriá nel 1890) e Pedralbes sono compresi rispettivamente nei distretti di Vallvidrera, Tibidabo i les Planes e Les Corts.

## Collegamenti
Nel 1858 Sarrià fu collegata a Barcellona da una linea ferroviaria, che oggi fa parte del sistema metropolitano urbano della FGC.

## Formazione scolastica
Nel quartiere è presente l'Istituto Italiano Statale Comprensivo di Barcellona.